# Liste daoistischer Schulen
Dies ist eine Liste daoistischer Schulen.
Die folgende Übersicht ist chronologisch sortiert.

## Übersicht
(Pinyin, Langzeichen/Kurzzeichen)
- Wudoumi dao 五斗米道 / 五斗米道
- Taiping dao 太平道 / 太平道
- Tianshi dao 天師道 / 帛家道
- Bei Tianshi dao 北天師道
- Nan Tianshi dao 南天師道
- Bojia dao 帛家道
- Lijia dao 李家道 / 李家道
- Shangqing pai 上清派 / 上清派
- Lingbao pai 靈寳派 / 灵宝派
- Louguan dao 樓觀道 / 楼观道
- Maoshan zong 茅山宗 / 茅山宗
- Longhu zong 龍虎宗 / 龙虎宗
- Gezao zong 閣皂宗 / 阁皂宗
- Tiaxin pai 天心派 / 天心派
- Shenxiao pai 神霄派 / 神霄派
- Qingwei pai 清微派 / 清微派
- Donghua pai 東華派 / 东华派
- Jindan pai 金丹派 (Nanzong 南宗) / 金丹派(南宗)
- Taiyi dao 太一道 / 太一道
- Zhenda dao 真大道 / 真大道
- Beidi pai 北帝派
- Lao Huashan pai 老華山派
- Jiugongshan pai 九宮山派
- Quanzhen dao 全真道 / 全真道
- Jingming dao 淨明道 / 净明道
- Xuanjiao 玄教 / 玄教
- Zhengyi dao 正一道 / 正一道
- Longmen pai 龍門派 / 龙门派
- Nanwu pa/Namo pai 南無派
- Sanfeng pai / 三豐派
- Wudang benshan pai 武當本山派
- Jinshan pai 金山派 (Laoshan pai 嶗山派)
- Dongpai 東派
- Lüshan sannai pai 閭山三奶派
- Xipai 西派